# 152-й истребительный авиационный полк
152-й истребительный авиационный полк — воинское подразделение вооружённых СССР в Великой Отечественной войне.

## История
Управление полка сформировано в Москве 30.12.1939 года. Формирование полка закончилось к 09.01.1940 года на аэродроме Войница (к западу от Ухты).
Принимал участие в Зимней войне
В составе действующей армии с 18.09.1941 по 13.01.1945.
На 22.06.1941 года базировался на аэродромах в Кегострове под Архангельском, имея в наличии 38 самолётов И-16
В сентябре 1941 года полк передан из состав войск ПВО в состав ВВС Карельского фронта, имея в боевом составе 20 самолетов И-153. Перебазировался на аэродром близ Онежского озера и начал действовать на Медвежьегорском направлении. С 18 сентября 1941 года полк в составе 1-й смешанной авиадивизии ВВС Карельского фронта вступил в боевые действия против фашистской Германии и ее союзников на самолетах И-153. В октябре полк передан в состав 103-й смешанной авиадивизии ВВС Карельского фронта. Боевой работы не вел до 20 ноября 1941 года. В ноябре 1941 года получил 20 английских истребителей Hawker Hurricane («Харрикейн») и приступил к их освоению. С 24 ноября 1941 года полк возобновил боевую работу в составе 103-й смешанной авиадивизии ВВС Карельского фронта на самолетах Hawker Hurricane.
Очевидно в начале 1942 года был перевооружён самолётами P-40 «Киттихаук»
17.03.1942 года перелетел на аэродром Пинозеро имея в составе 22 P-40 «Киттихаук». Действовал на кандалакшском направлении до 1944 года.
Во время Петсамо-Киркенесской операции прикрывал наступающие советские войска и штурмовую авиацию.
По окончании операции в боях не участвовал

## Полное наименование
- 152-й истребительный авиационный полк

## Подчинение
| Дата            | Фронт (округ)                                 | Армия                | Корпус | Дивизия                                             | Примечания |
| --------------- | --------------------------------------------- | -------------------- | ------ | --------------------------------------------------- | ---------- |
| 22.06.1941 года | Архангельский военный округ                   | -                    | -      | 1-я смешанная авиационная бригада                   | -          |
| 01.07.1941 года | Архангельский военный округ                   | -                    | -      | 1-я смешанная авиационная бригада                   | -          |
| 10.07.1941 года | Архангельский военный округ                   | -                    | -      | 1-я смешанная авиационная бригада                   | -          |
| 01.08.1941 года | Архангельский военный округ                   | -                    | -      | 1-я смешанная авиационная бригада                   | -          |
| 01.09.1941 года | -                                             | -                    | -      | 1-я смешанная авиационная бригада                   | -          |
| 01.10.1941 года | Карельский фронт (Кемская оперативная группа) | -                    | -      | 1-я смешанная авиационная дивизия                   | -          |
| 01.11.1941 года | Карельский фронт                              | 14-я армия           | -      | 103-я смешанная авиационная дивизия                 | -          |
| 01.12.1941 года | Карельский фронт                              | -                    | -      | 103-я смешанная авиационная дивизия                 | -          |
| 01.01.1942 года | Карельский фронт                              | -                    | -      | 103-я смешанная авиационная дивизия                 | -          |
| 01.02.1942 года | Карельский фронт                              | -                    | -      | 103-я смешанная авиационная дивизия                 | -          |
| 01.03.1942 года | Карельский фронт                              | -                    | -      | 103-я смешанная авиационная дивизия                 | -          |
| 01.04.1942 года | Карельский фронт                              | 32-я армия           | -      | -                                                   | -          |
| 01.05.1942 года | Карельский фронт                              | 32-я армия           | -      | -                                                   | -          |
| 01.06.1942 года | Карельский фронт                              | 32-я армия           | -      | -                                                   | -          |
| 01.07.1942 года | Карельский фронт                              | 32-я армия           | -      | -                                                   | -          |
| 01.08.1942 года | Карельский фронт                              | 32-я армия           | -      | -                                                   | -          |
| 01.09.1942 года | Карельский фронт                              | 32-я армия           | -      | -                                                   | -          |
| 01.10.1942 года | Карельский фронт                              | 32-я армия           | -      | -                                                   | -          |
| 01.11.1942 года | Карельский фронт                              | 32-я армия           | -      | -                                                   | -          |
| 01.12.1942 года | Карельский фронт                              | 32-я армия           | -      | -                                                   | -          |
| 01.01.1943 года | Карельский фронт                              | 32-я армия           | -      | -                                                   | -          |
| 01.02.1943 года | Карельский фронт                              | 32-я армия           | -      | -                                                   | -          |
| 01.03.1943 года | Карельский фронт                              | 7-я воздушная армия  | -      | 258-я смешанная авиационная дивизия                 | -          |
| 01.04.1943 года | Карельский фронт                              | 7-я воздушная армия  | -      | 259-я истребительная авиационная дивизия            | -          |
| 01.05.1943 года | Карельский фронт                              | 7-я воздушная армия  | -      | 259-я истребительная авиационная дивизия            | -          |
| 01.06.1943 года | Карельский фронт                              | 7-я воздушная армия  | -      | 259-я истребительная авиационная дивизия            | -          |
| 01.07.1943 года | Карельский фронт                              | 7-я воздушная армия  | -      | 259-я истребительная авиационная дивизия            | -          |
| 01.08.1943 года | Карельский фронт                              | 7-я воздушная армия  | -      | 324-я истребительная авиационная дивизия            | -          |
| 01.09.1943 года | Карельский фронт                              | 7-я воздушная армия  | -      | 324-я истребительная авиационная дивизия            | -          |
| 01.10.1943 года | Карельский фронт                              | 7-я воздушная армия  | -      | 324-я истребительная авиационная дивизия            | -          |
| 01.11.1943 года | Карельский фронт                              | 7-я воздушная армия  | -      | 324-я истребительная авиационная дивизия            | -          |
| 01.12.1943 года | Карельский фронт                              | 7-я воздушная армия  | -      | 324-я истребительная авиационная дивизия            | -          |
| 01.01.1944 года | Карельский фронт                              | 7-я воздушная армия  | -      | 324-я истребительная авиационная дивизия            | -          |
| 01.02.1944 года | Карельский фронт                              | 7-я воздушная армия  | -      | 324-я истребительная авиационная дивизия            | -          |
| 01.03.1944 года | Карельский фронт                              | 7-я воздушная армия  | -      | 260-я смешанная авиационная дивизия                 | -          |
| 01.04.1944 года | Карельский фронт                              | 7-я воздушная армия  | -      | 1-я гвардейская смешанная авиационная дивизия       | -          |
| 01.05.1944 года | Карельский фронт                              | 7-я воздушная армия  | -      | 260-я смешанная авиационная дивизия                 | -          |
| 01.06.1944 года | Карельский фронт                              | 7-я воздушная армия  | -      | 1-я гвардейская смешанная авиационная дивизия       | -          |
| 01.07.1944 года | Карельский фронт                              | 7-я воздушная армия  | -      | 1-я гвардейская смешанная авиационная дивизия       | -          |
| 01.08.1944 года | Карельский фронт                              | 7-я воздушная армия  | -      | 1-я гвардейская смешанная авиационная дивизия       | -          |
| 01.09.1944 года | Карельский фронт                              | 7-я воздушная армия  | -      | 1-я гвардейская смешанная авиационная дивизия       | -          |
| 01.10.1944 года | Карельский фронт                              | 7-я воздушная армия  | -      | 1-я гвардейская смешанная авиационная дивизия       | -          |
| 01.11.1944 года | Карельский фронт                              | 7-я воздушная армия  | -      | 1-я гвардейская смешанная авиационная дивизия       | -          |
| 01.12.1944 года | -                                             | 14-я отдельная армия | -      | 16-я гвардейская истребительная авиационная дивизия | -          |
| 01.01.1945 года | -                                             | 14-я отдельная армия | -      | 16-я гвардейская истребительная авиационная дивизия | -          |
| 01.02.1945 года | Беломорский военный округ                     | -                    | -      | 16-я гвардейская истребительная авиационная дивизия | -          |
| 01.03.1945 года | Беломорский военный округ                     | -                    | -      | 16-я гвардейская истребительная авиационная дивизия | -          |
| 01.04.1945 года | Беломорский военный округ                     | -                    | -      | 16-я гвардейская истребительная авиационная дивизия | -          |
| 01.05.1945 года | Беломорский военный округ                     | -                    | -      | 16-я гвардейская истребительная авиационная дивизия | -          |

## Командиры
- Емельян Филаретович Кондрат, майор, январь 1940 — апрель 1940[2]
- Александр Иванович Швецов, майор, подполковник, 16.06.1940 — 23.02.1942[3],
- Александр Захарович Дудник, майор, 23.02.1942 — 30.09.1942[3],
- Павел Захарович Шевелев, майор, 30.09.1942 — 25.11.1942[3],
- Александр Иванович Кириллов, майор, 07.12.1942 — 03.1943[3],
- Михаил Иванович Барковский, майор, 04.1943 — 22.07.1943[3],
- Николай Афанасьевич Кулигин, майор, 22.07.1943 — 26.11.1943[3],
- Фёдор Сидорович Ходаковский, майор, подполковник, 26.11.1943 — 19.02.1945[3],
- Иван Дмитриевич Гайдаенко, майор, 06.04.1945 — 10.1945[3].

## Отличившиеся воины полка
| Награда | Ф. И.О.                     | Должность           | Звание            | Дата награждения | Данные о вылетах                          | Примечания                                           |
| ------- | --------------------------- | ------------------- | ----------------- | ---------------- | ----------------------------------------- | ---------------------------------------------------- |
|         | Репников, Николай Фёдорович | командир эскадрильи | старший лейтенант | 22.02.1943       | 51 боевой вылет, 5 лично сбитых самолётов | погиб 04.12.1941 в таране (существует другая версия) |
|         | Сорокин, Алексей Власович   | командир звена      | лейтенант         | 16.03.1942       |                                           | 10.03.1942 на бреющем полёте совершил таран          |